# Carissa
Carissa là chi thực vật có hoa trong họ Apocynaceae.

## Hình ảnh

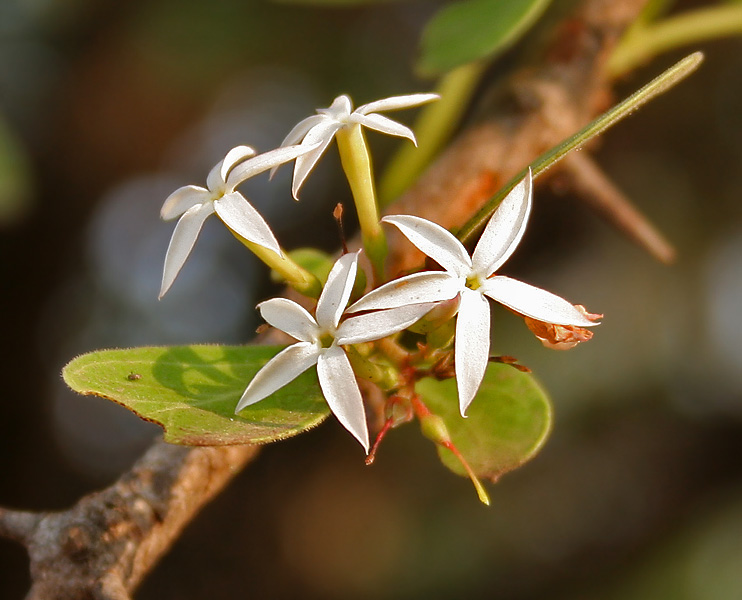
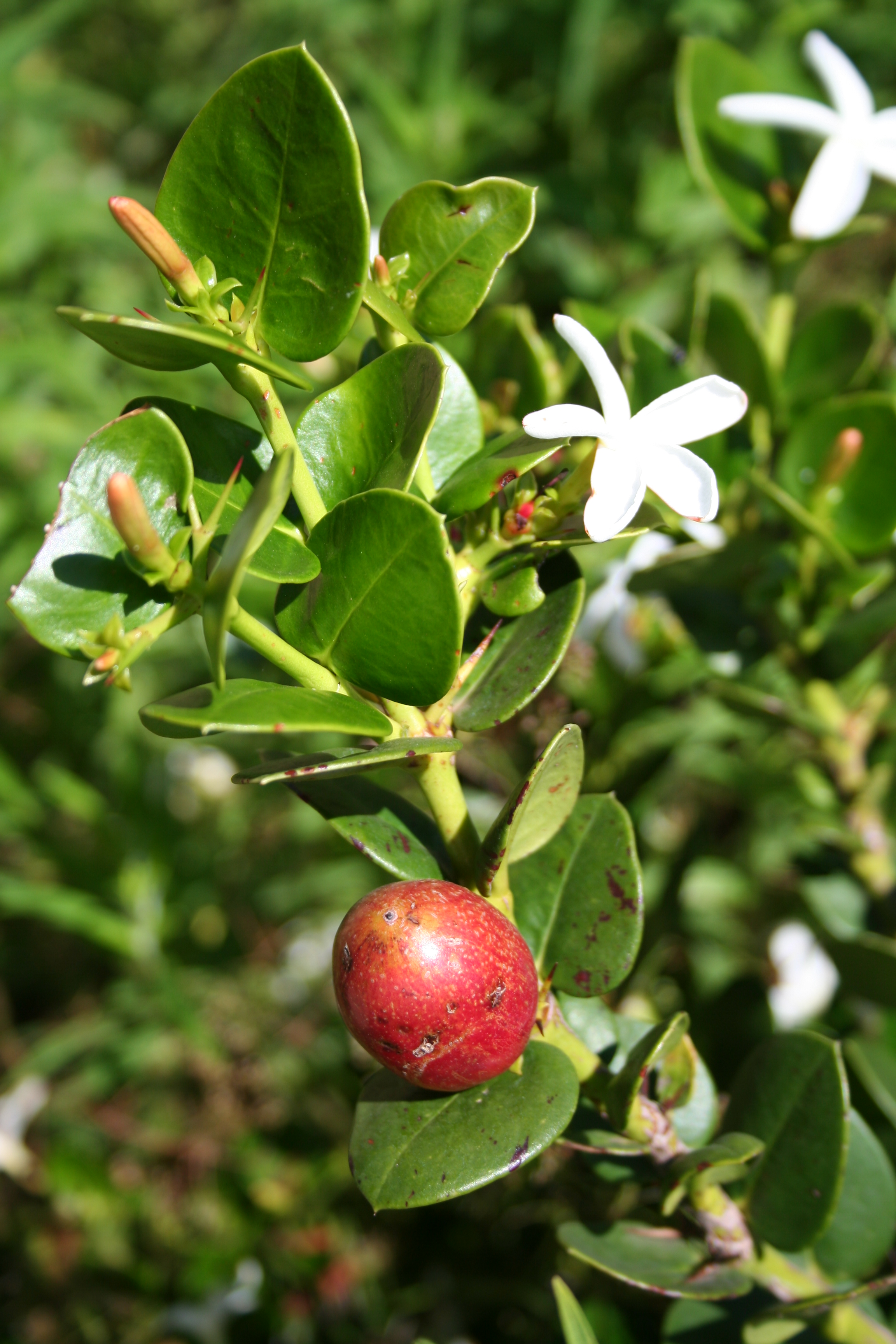
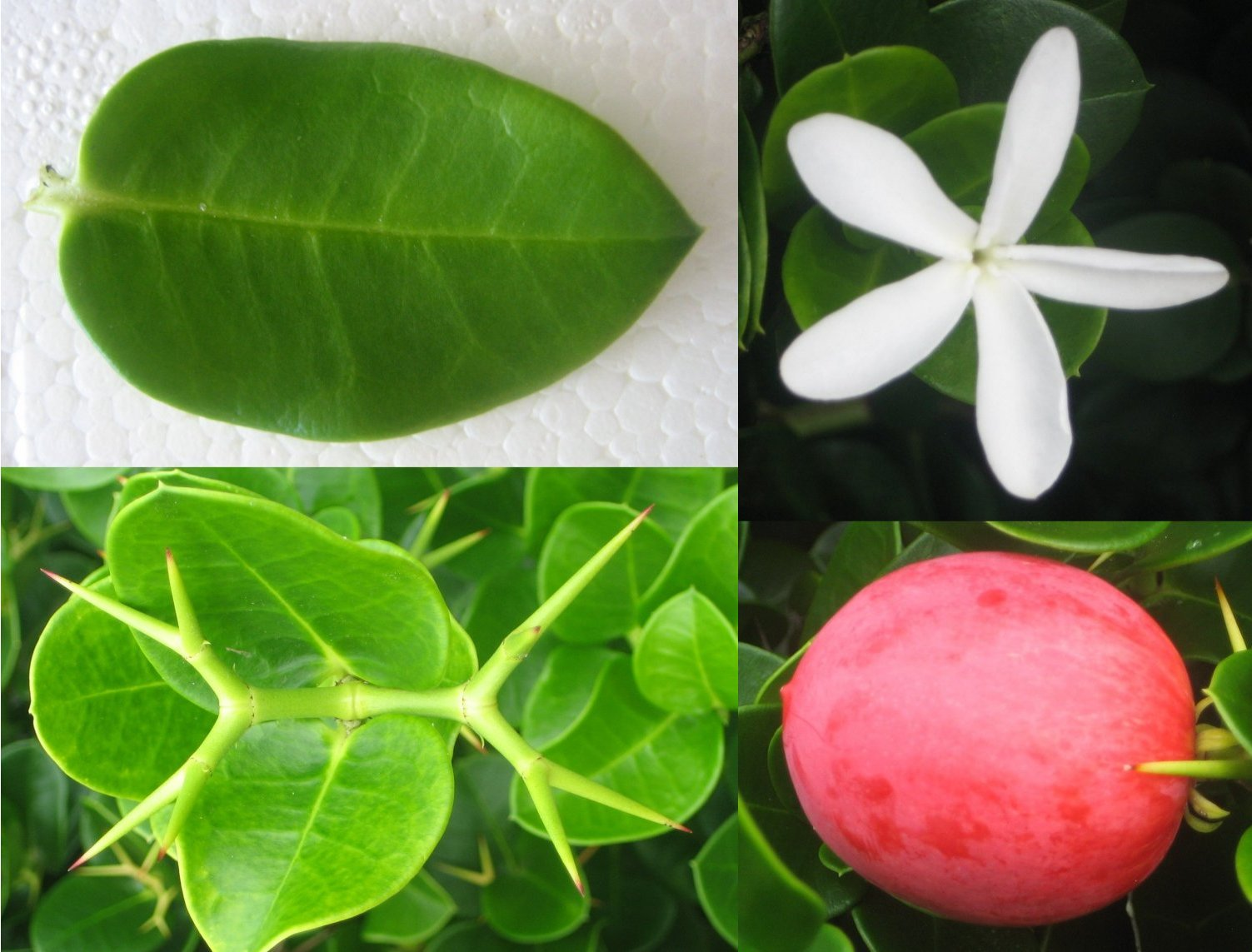
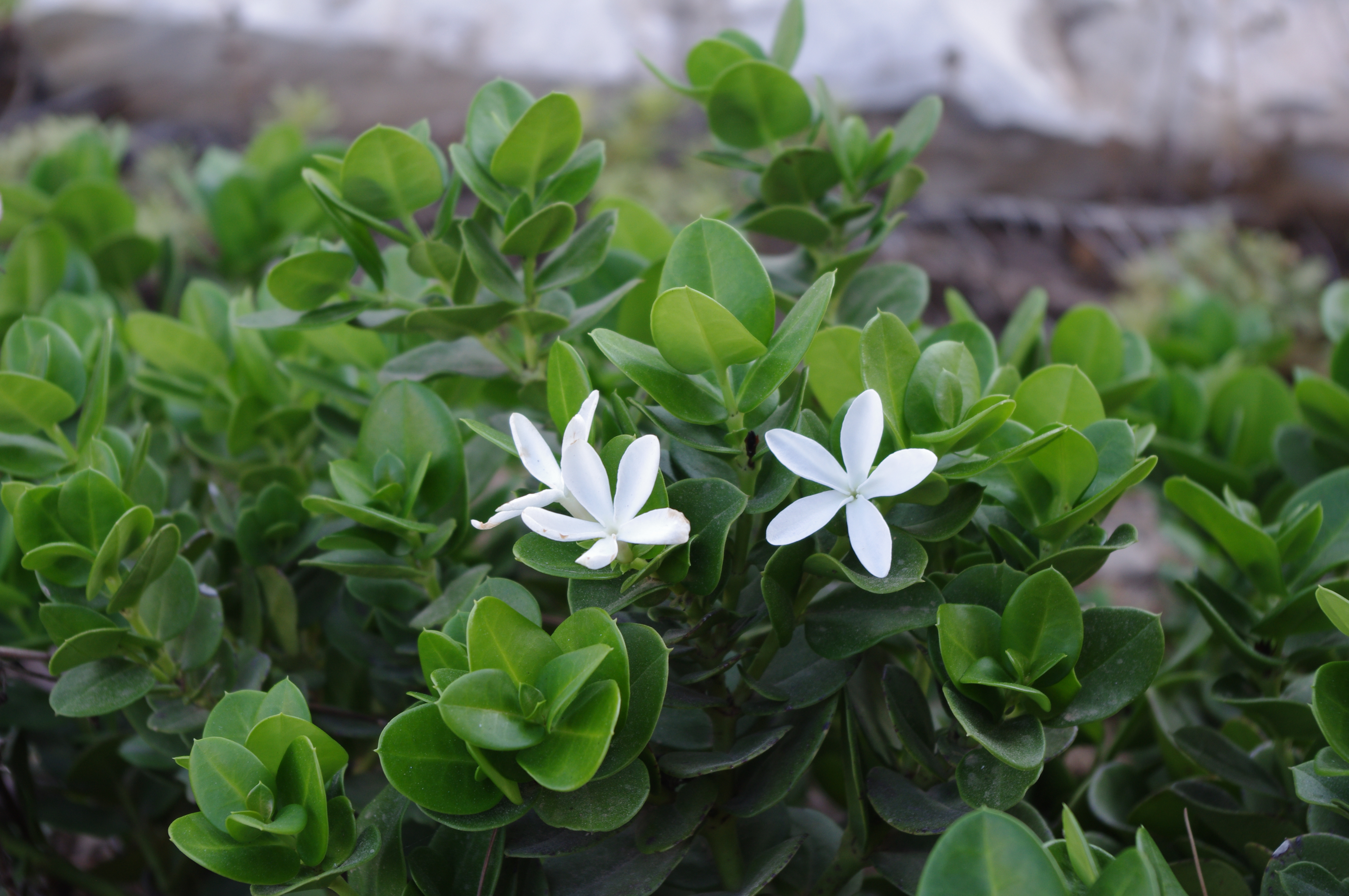